# Diachlorus distinctus
Diachlorus distinctus är en tvåvingeart som beskrevs av Lutz 1913. Diachlorus distinctus ingår i släktet Diachlorus och familjen bromsar. Inga underarter finns listade i Catalogue of Life.